# Nerita versicolor
Nerita versicolor es una especie de gasterópodo marino perteneciente a la familia Neritidae.

## Clasificación y descripción de la especie
Concha con tres vueltas, la primera lisa y la última vuelta es grande y globosa. La escultura con grabaduras espiraladas. Concha de color blanco grisáceo con marcas irregulares a lo largo de la escultura, usualmente de color morado, rojo y negro. La apertura es en forma semilunar con el borde recto. La columela tiene cuatro dientes prominentes, el diente central ligeramente más grande. El opérculo es calcáreo y ligeramente cóncavo, de color gris o marrón. Llega a medir hasta 3 cm

## Distribución de la especie
Esta especie se distribuye en la costa oeste del océano Atlántico, desde Florida (Estados Unidos), hasta Brasil y en el mar Caribe, desde Bahamas hasta Trinidad y Tobago, y en Bermudas. En México es abundante en las costas de Yucatán y Quintana Roo.

## Ambiente marino
Es un gasterópodo bentónico, ampliamente distribuido en la zona intermareal sobre sustratos duros, donde puede coexistir con otras especies del género.

## Estado de conservación
No se encuentra bajo ninguna categoría de riesgo.

## Galería

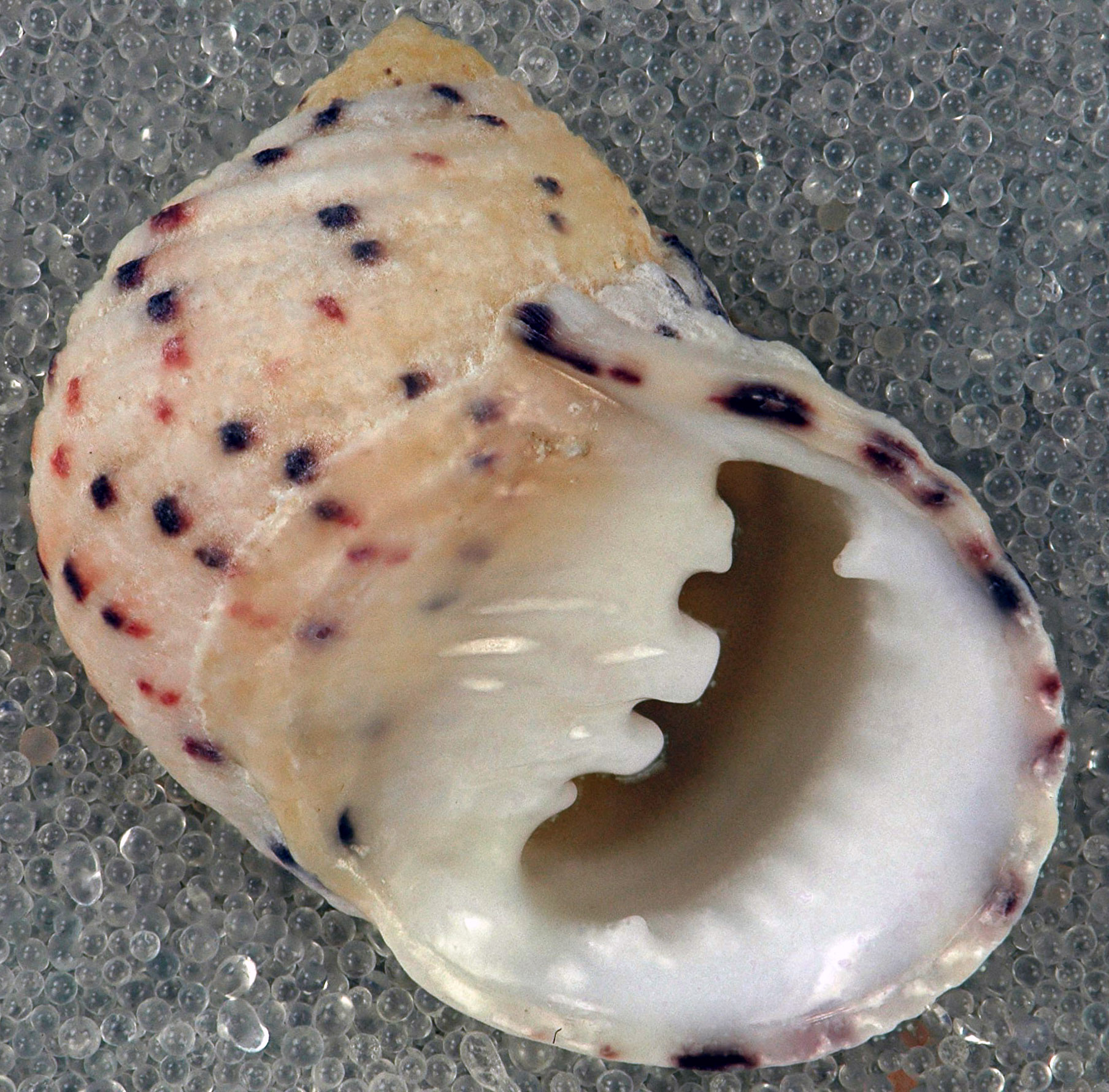
Nerita versicolor
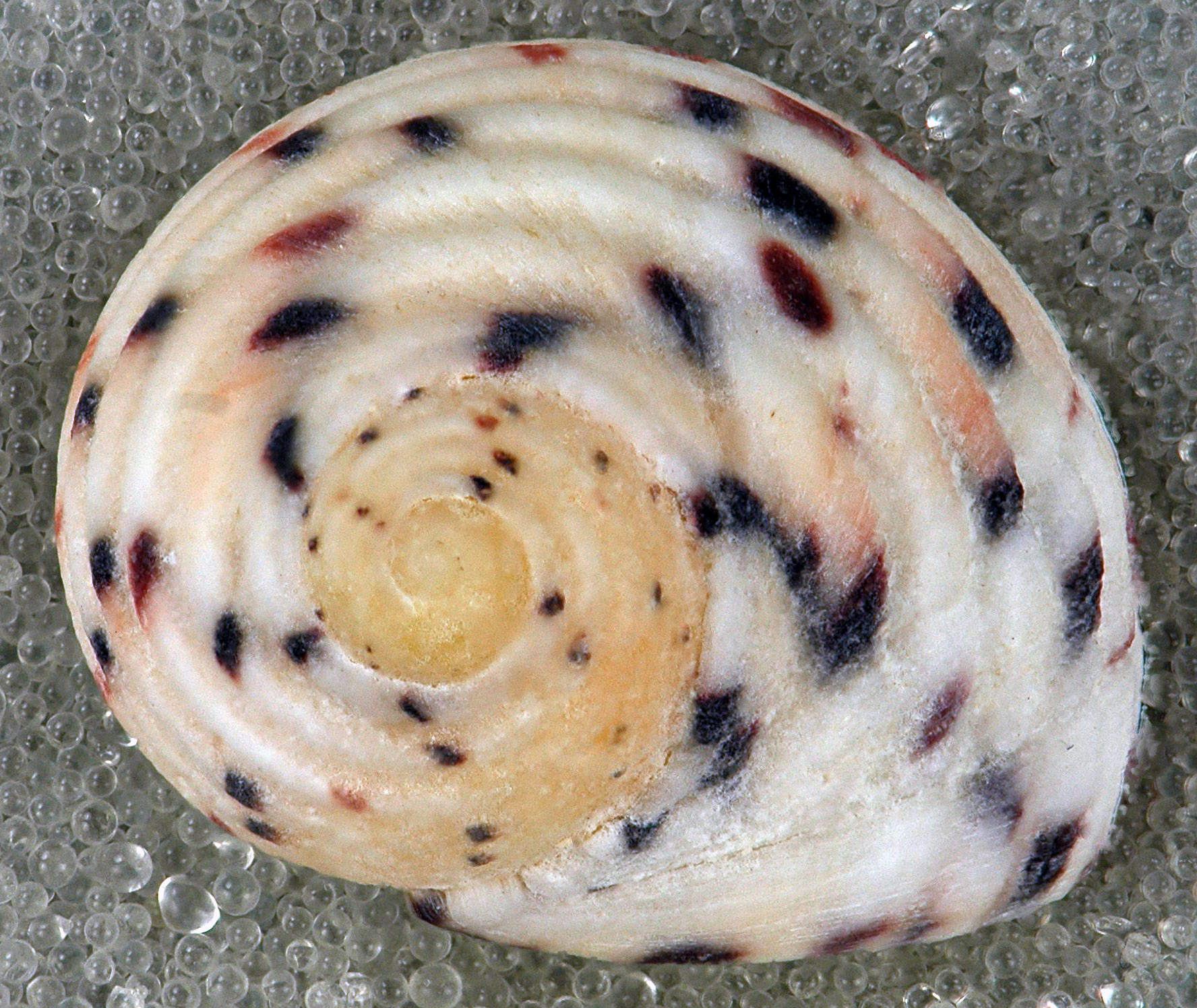
Nerita versicolor
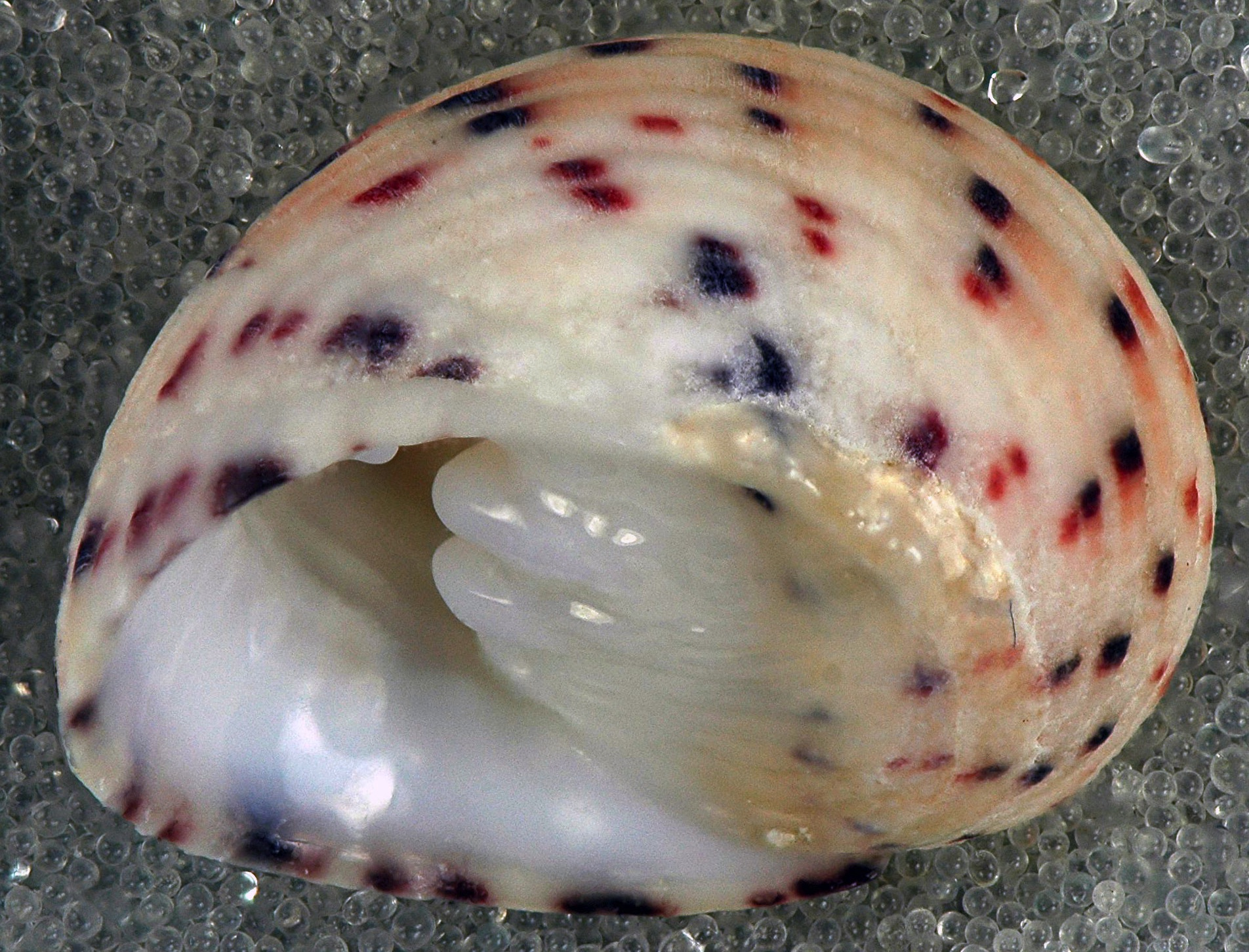
Nerita versicolor

- Datos: Q3138191
- Multimedia: Nerita versicolor / Q3138191
- Especies: Nerita (Nerita) versicolor